# Maison Lods
La maison Lods est un édifice situé sur le territoire de la commune de Belforêt-en-Perche dans le département français de l'Orne.

## Localisation
Le monument est situé dans le département français de l'Orne, à Belforêt-en-Perche, ancienne commune de Sérigny, lieu-dit la Mare.

## Histoire
La maison est datée de 1974 et est l’œuvre de l'architecte Marcel Lods.
L'édifice fait l'objet d'une inscription au titre des monuments historiques depuis le 15 juillet 2003.

## Architecture
Le plan est réalisé autour d'une distribution autour d'un patio, qui permette de jouer sur la transparence des pièces entre elles tout en évitant le cloisonnement des volumes, qui restent simples. 
La maison personnelle de l'architecte est un concentré des techniques de fabrication qu'il a utilisées par ailleurs, sur de plus grandes réalisations tant collectives qu'industriel. Il utilise ainsi des éléments préfabriqués comme structure, met en place une isolation poussée et de grandes baies profilées réalisées en aluminium, un système de chauffage et de climatisation par air pulsé, placé dans des caissons mobiles dans le faux-plafond, des lumières intégrées dans le faux-plafond, etc. 